# 킬러 나이트
킬러 나이트(Judgment Night)는 미국에서 제작된 스티븐 홉킨스 감독의 1993년 액션, 범죄, 스릴러 영화이다. 에밀리오 에스테베즈 등이 주연으로 출연하였고 진 레비 등이 제작에 참여하였다.

## 출연

### 주연
- 에밀리오 에스테베즈
- 쿠바 구딩 쥬니어
- 데니스 리어리
- 스티븐 도프

### 조연
- 제레미 피번

## 제작진
- 미술: 조셉 C. 네멕 3세
- 의상: 마릴린 밴스
- 배역: 주디 테일러
- 배역: 린다 고든